# Jerzy Pytlewski
Jerzy Stefan Pytlewski, ps. Świerszcz (ur. 10 lutego 1887 w Kielcach, zm. 20 maja 1939 w Warszawie) – pułkownik kawalerii Wojska Polskiego, działacz niepodległościowy, kawaler Virtuti Militari.

## Życiorys
Urodził się 10 lutego 1887 w Kielcach, stolicy ówczesnej guberni kieleckiej, w rodzinie Franciszka (1858–1936) i Stefani z Turowskich (1863–1938). Był starszym bratem Zofii (1989–1895), Heleny (1893–1893), Aliny po mężu Szydłowskiej (1890–1927), Jana (1894–1894) i Tadeusza (1896–1962), rotmistrza Wojska Polskiego i kawalera Orderu Virtuti Militari.
W 1905, po ukończeniu gimnazjum w Kielcach, wstąpił do armii rosyjskiej, w charakterze wolontariusza (ros. Вольноопределяющийся). W 1909, po ukończeniu Twerskiej Szkoły Junkrów Kawalerii został mianowany kornetem ze starszeństwem z 15 czerwca 1908 i wcielony do 5 pułku huzarów. W 1911, po zwolnieniu z wojska, rozpoczął studia na Wydziale Prawa Uniwersytetu w Dorpacie.
Od 12 sierpnia 1914 podczas I wojny światowej walczył w Legionach Polskich używając pseudonimu „Świerszcz”. Był dowódcą plutonu w 1 pułku ułanów Legionów Polskich. 5 marca 1915 awansował na podporucznika, a 1 listopada 1916 na porucznika. Od 1 czerwca 1915 pełnił funkcję komendanta szwadronu. 
Szczególnie odznaczył się 7 sierpnia 1915 w czasie walk pod Jastkowem, gdzie „swoją nadzwyczajną odwagą wpłynął na pluton, który mimo ciężkiego terenu i przeważających sił wroga, osiągnął znaczny sukces. Podczas odwrotu znad Styru w 1916, zajmując wyznaczone mu stanowiska, swoją zdecydowaną postawą i umiejętnościami przyczynił się skutecznie do pomyślnego odwrotu I B. Leg. Pol.”. Za te czyny został odznaczony Orderem Virtuti Militari.
W lutym i marcu 1917 w Ostrołęce był wykładowcą artylerii i fortyfikacji na kawaleryjskim kursie oficerskim. Po kryzysie przysięgowym w 1917 internowany w Beniaminowie. Po zwolnieniu w Polskiej Sile Zbrojnej. Od listopada 1918 w szeregach odrodzonego Wojska Polskiego brał udział w wojnie polsko-bolszewickiej.
3 maja 1922 został zweryfikowany w stopniu majora ze starszeństwem z dniem 1 czerwca 1919 i 37. lokatą w korpusie oficerów jazdy. W 1923 pełnił służbę w Oddziale Szkolnym Centralnej Szkoły Kawalerii w Grudziądzu, pozostając oficerem nadetatowym 21 pułku Ułanów Nadwiślańskich. 26 listopada 1923 został wyznaczony na stanowisko zastępcy dowódcy 2 pułku strzelców konnych w Hrubieszowie. 1 grudnia 1924 awansował na podpułkownika ze starszeństwem z dniem 15 sierpnia 1924 i 7. lokatą w korpusie oficerów kawalerii.
23 czerwca 1926, po tragicznej śmierci pułkownika Konstantego Obidzińskiego, powierzono mu pełnienie obowiązków dowódcy 6 pułku strzelców konnych w Żółkwi. 1 stycznia 1929 awansował na pułkownika ze starszeństwem z dniem 1 stycznia 1929 i 1. lokatą w korpusie oficerów kawalerii. 30 marca 1934 został zwolniony z zajmowanego stanowiska z pozostawieniem bez przynależności służbowej i równoczesnym oddaniem do dyspozycji dowódcy Okręgu Korpusu Nr VII we Lwowie. Z dniem 31 lipca 1934 został przeniesiony w stan spoczynku. Po zwolnieniu z wojska zamieszkał w Warszawie przy ul. Skaryszewskiej 13 m. 7. Zmarł 20 maja 1939 w Warszawie. Cztery dni później został pochowany w grobie rodzinnym na cmentarzu Starym w Kielcach (kwatera 13B).
Od 12 sierpnia 1913 był żonaty z Władysławą z d. Kula (1886–1961), nie miał dzieci.

## Ordery i odznaczenia
- Krzyż Srebrny Orderu Wojskowego Virtuti Militari nr 5408 – 17 maja 1922[19][20]
- Krzyż Niepodległości – 16 września 1931 „za pracę w dziele odzyskania niepodległości”[21][22]
- Krzyż Walecznych dwukrotnie[23][24]
- Złoty Krzyż Zasługi – 10 listopada 1928[25][26]
- Medal Pamiątkowy za Wojnę 1918–1921
- Medal Dziesięciolecia Odzyskanej Niepodległości